# Chiwa Saitō
Chiwa Saitō (jap. 斎藤 千和 Saitō Chiwa; ur. 12 marca 1981 w prefekturze Saitama) – japońska aktorka głosowa reprezentowana przez agencję talentów I’m Enterprise.

## Role

### Anime
1999
- Majutsushi Orphen (Remi, odc. 1)

2001
- Kokoro Toshokan (Kokoro)

2003
- Bobobo-bo Bo-bobo (Usa-chan the Rabbit)
- Last Exile (Lavie Head)
- R.O.D the TV (Anita King)
- Mousou Kagaku Series Wandaba Style (Ayame Akimo)

2004
- DearS (Neneko Izumi)
- Sunabozu (Kosuna)
- Gakuen Alice (Sumire Shouda i Yōichi Hijiri)
- Maria-sama ga miteru (Mami Yamaguchi)
- Maria-sama ga miteru: Printemps (Mami Yamaguchi)
- Siedmiu samurajów (Komachi Mikumari)
- Keroro gunsō (Natsumi Hinata)
- Tsukuyomi -Moon Phase- (Hazuki/Luna)
- Uta kata (Yūka, odc. 4)

2005
- Aria the Animation (Aika S. Granzchesta)
- Ginban Kaleidoscope (Yōko Sakurano)
- Gokujō seitokai (Kaori Izumi)
- Gun X Sword (Melissa)
- Jigoku shōjo (Haruka Yasuda, odc. 6)
- Kamichu! (Tama)
- One Piece (Chimney)
- Pani Poni Dash! (Rebecca Miyamoto)
- Petopeto-san (Chie Ōhashi)
- Ueki no Hōsoku (Tenko (mały))
- Zettai Shōnen (Miku Miyama)

2006
- Aria The Natural (Aika S. Granzchesta)
- Blood+ (Lulu)
- Chocotto Sister (Eriko Odawara)
- Demashita! Powerpuff Girls Z (Kuriko Akatsutsumi)
- Kirarin Revolution (Aoi Kirisawa)
- Makai Senki Disgaea (Jennifer)
- Negima!? (Anya i Motsu)
- Nishi no Yoki Majo (Adel Roland)
- Shinigami no Ballad (Mai Makihara)
- Strawberry Panic! (Chiyo Tsukidate)
- Wan Wan Serebu Soreyuke! Tetsunoshin (Meg)
- Yoshinaga-san chi no Gargoyle (Futaba Yoshinaga)

2007
- Baccano! (Carol)
- Magical Girl Lyrical Nanoha StrikerS (Subaru Nakajima, Nove i Quattro)
- Kidō Senshi Gundam 00 (Louise Halevy)
- Mokke (Kazama)
- Romeo x Juliet (Regan)
- Shining Tears X Wind (Mao, Houmei)
- Zombie Loan (Yuuta)

2008
- Allison & Lillia (Merielle)
- ARIA the ORIGINATION (Aika S. Granzchesta)
- Bamboo Blade (Shinobu Toyama)
- Kanokon (Akane Asahina)
- Kemeko Deluxe! (Kemeko)
- Linebarrels of Iron (Rachel Calvin)
- Kidō Senshi Gundam 00 Season 2 (Louise Halevy)
- Rosario + Vampire Capu2 (Kokoa Shuzen)
- Soul Eater (Kim Diehl)
- Strike Witches (Francesca Lucchini)[2]
- Zoku Sayonara Zetsubou Sensei (Otonashi Meru, odc. 6)

2009
- 07-GHOST (Kuroyuri)
- Bakemonogatari (Hitagi Senjōgahara)[3]
- Kobato. (Kohaku)
- Maria-sama ga miteru 4th Season (Mami Yamaguchi)
- One Piece (Boa Sandersonia)
- Sasameki Koto (Miyako Taema)

2010
- Arakawa Under the Bridge (Stella)
- Dance in the Vampire Bund (Yuki Saegusa)[4]
- Hanamaru Kindergarten (Mayumi Yamamoto)[5]
- Strike Witches 2 (Francesca Lucchini)[6]
- Mitsudomoe (Miku Sugisaki)
- Broken Blade (Sigyn Erster)

2011
- Astarotte no Omocha! (Ingrid Sorveig Sorgríms)
- C³ (Shiraho Sakuramairi)
- Gintama' (Kuriko Matsudaira)
- Horizon on the Middle of Nowhere (Kimi Aoi)
- Mitsudomoe Zōryōchū! (Miku Sugisaki)
- Puella Magi Madoka Magica (Homura Akemi)
- Phi Brain: Puzzle of God (Kaito Daimon (młody), Maze)
- Tamagotchi! (Moriritchi)

2012
- Danshi Kōkōsei no Nichijō (Ikushima)
- Horizon on the Middle of Nowhere II (Kimi Aoi)
- Kuroko no Basket (Riko Aida)
- Nisemonogatari (Hitagi Senjōgahara)[3]
- Saki Achiga-hen episode of side A (Awai Ōhoshi)
- YuruYuri♪♪ (Nadeshiko Ohmuro)

2013
- Blood Lad (Mamejirou)
- Maoyu (główna pokojówka)[7]
- Mondaiji-tachi ga isekai kara kuru sō desu yo? (Pest)
- Photo Kano (Nonoka Masaki)
- Monogatari Second Season (Hitagi Senjōgahara)[3]
- Sasami-san@Ganbaranai (Tsurugi Yagami)[8]
- Tokurei Sochi Dantai Stella Jo-Gakuin Kōtō-ka Shīkyūbu (Honoka Mutsu)
- Danganronpa: The Animation (Aoi Asahina)
- Tamagotchi! Miracle Friends (Miraitchi)
- IS (Infinite Stratos) (Tatenashi Sarashiki)
- Kyousogiga (Doctor Shouko)
- Kuroko no Basket 2 (Riko Aida)

2014
- D-Frag! (Chitose Karasuyama)
- Nobunagun (Geronimo)
- No-Rin (Natsumi Bekki)

2017
- Hōseki no kuni (Ventricosus)

### OVA
- Canary (2002, Hoshino Mai)
- Dai Mahō-Tōge (2002, Paya-tan)
- Pinky:st (2006, Mei)
- Maria-sama ga miteru OVA (2006, Mami Yamaguchi)
- Strike Witches OVA (2007, Francesca Lucchini)
- Murder Princess (2007, Ana i Yuna)
- ARIA The OVA ~ARIETTA~ (2007, Aika S. Granzchesta)
- Mahō Sensei Negima! ~Shiroki Tsubasa Ala Alba~ (2008, Anya)
- Book Girl Memoir (2010, młody Inoue Konoha)
- Fate/prototype (2011, Reiroukan Misaya)

### Słuchowiska
- Nishi no Yoki Majo – Astraea Testament (Adel Roland)
- Saint Seiya Episode.G (2007, Lithos Chrysalis)
- Shitateya Koubou ~Artelier Collection (Uuf)
- Tokyo*Innocent (Yuzu)
- GetBackers „TARGET B” (2003, Rena Sendo)
- GetBackers „TARGET G” (2003, Rena Sendo)
- Lucky Star (2005, Yui Narumi)
- Gosick (Victorica de Blois)
- Wild Life (manga) (Inu)
- Fate/Kaleid liner Prisma Illya 2wei (2011, Kuro)
- Akatsuki no Yona (2012, Yona)

### Gry
- White Princess the Second (Rena)
- Bleach: Heat the Soul 5 (Senna)
- Bleach: Heat the Soul 6 (Senna)
- Brave Story: New Traveler(Meena)
- Danganronpa: Academy of Hope and High School Students of Despair (2010, Aoi Asahina)
- Disgaea: Hour of Darkness (2003, Jennifer)
- Lucky Star Moe Drill (2005, Yui Narumi)
- Persona 3FES (2006, Metis)
- Luminous Arc (2007, Mel)
- Soul Nomad & the World Eaters (2007, Danette)
- Magician's Academy (2007, Tanarotte)
- Trusty Bell: Chopin no Yume (2007, March)
- Makai Senki Disgaea 3: Absence of Justice (2008, Raspberyl i Asagi)
- ARIA the ORIGINATION ~ Aoi Hoshi no El Cielo ~ (2008, Aika S. Granzchesta)
- BlazBlue: Calamity Trigger (2008, Taokaka)
- BlazBlue: Continuum Shift (2009, Taokaka)
- Blazer Drive (2008, Tamaki)
- Tales of Vesperia (2009, Patty Fleur)
- Phantasy Star Portable 2 (2009, Emilia)
- Fate/Extra (2010, Caster)
- Castlevania: Harmony of Despair (2010, Maria Renard)
- Rewrite (2011, Kotori Kanbe)
- Rune Factory 4 (2011, Frey)
- Photo Kano (2012, Nonoka Misaki)
- Sol Trigger (2012, Fran)
- Mugen Souls (2012, Belleria)
- Fate/Extra CCC (2013, Caster)

### Filmy
- Keroro Gunsō the Super Movie (2006, Natsumi Hinata)
- Brave Story (2006, Miina)
- Bleach: Memories of Nobody (2006, Senna)
- Keroro Gunso the Super Movie 2: The Deep Sea Princess (2007, Natsumi Hinata)
- Keroro Gunso the Super Movie 3: Keroro vs. Keroro Great Sky Duel (2008, Natsumi Hinata)
- Tomica Hero: Rescue Force (2008, Maaen (głos))
- Book Girl (2010, Inoue Konoha (młody))
- 009 RE:CYBORG (2012, Françoise Arnoul)
- Strike Witches: The Movie (2012, Francesca Lucchini)
- Filmy Puella Magi Madoka Magica (2012-2013, Homura Akemi)
- Aura: Maryūinkōga Saigo no Tatakai (2013, Hino)

### Dubbing
- Harry Potter i Czara Ognia (Padma Patil)
- Harry Potter i Zakon Feniksa (Padma Patil)
- Dzieciak kontra Kot (Cooper „Coop” Burtonburger)
- SpongeBob Kanciastoporty (Sandy Cheeks)

### Omake
- Maria-sama ni wa naisho (2004, Mami Yamaguchi)